# II. Szaniszló Ágost lengyel király
Stanisław August Poniatowski (született Stanisław Antoni Poniatowski; Wołczyn, Lengyelország, 1732. január 17. – Szentpétervár, Oroszország, 1798. február 12.), Lengyelország királya és Litvánia nagyfejedelme II. Szaniszló Ágost (lengyelül: Stanisław II August) néven 1764-es megválasztásától 1795-ös lemondásáig. Ő volt a Lengyel–Litván Nemzetközösség utolsó uralkodója. Az egyetlen Poniatowski-házi uralkodó.
Huszonkét éves korában, 1755-ben Szentpétervárra érkezett, ahol diplomataként szolgált, valamint közeli, szeretői viszonyba került Nagy Katalin cárnővel. Oroszország és Poroszország támogatásával, valamint az orosz csapatok lengyel földön való felsorakoztatásával, 1764 szeptemberében a megfélemlített választásra jogosult gyűlés megszavazta lengyel–litván uralkodónak. A várakozások ellenére Poniatowski megpróbálta megreformálni az ekkora már hanyatlásnak indult Nemzetközösséget, ám a porosz–osztrák–orosz szomszédok mind érdekeltek voltak az ország gyengén tartásában. Emellett belülről a konzervatív nemesi érdekek álltak vele szemben, akik a reformokra az évszázadokkal korábban biztosított kiváltságjogaik felszámolásaként tekintettek.
Uralkodásának korai szakaszában meghatározó esemény volt az orosz befolyás ellen létrejött bari konföderáció háborúja (1768–1772), ami Lengyelország első felosztásához (1772) vezetett. Regnálásának későbbi szakaszán zajlott a négyéves szejm (1788–1792), ami az 1791. május 3-i alkotmány kiadását eredményezte. Az abban foglalt reformokat az 1792-es targowicai konföderáció és a lengyel–orosz háború döntötte meg. Ez közvetlenül vezetett az ország második felosztásához (1793), amit már csak a Kościuszko-felkelés (1794), és Lengyelország végső, harmadik felosztása (1795) követett, ami a Lengyel–Litván Nemzetközösség megszűnését jelentette. Megfosztva minden hatalmától, Poniatowski 1795 novemberében lemondott a trónról, és élete utolsó éveit orosz fogságban töltötte. Szentpétervárott hunyt el, 1798-ban, hatvanhat éves korában.

## Uralkodása

### Uralkodásának kezdete
Kadétiskolát alapított a nemesifjak számára, több tartományi törvényszéket újjáélesztett, lépéseket tett a főurak hatékonyabb megadóztatása érdekében. A kormánybizottságok uralkodása alatt egyre hatékonyabban működtek.
1766 után stabilizálta az árakat és fellendítette a kereskedelmet, az állami jövedelmeket pedig megduplázta. A legfontosabbakat, a bevételek megfelelő mennyiségét, valamint a liberum veto felszámolását nem sikerült elérnie.

### Az ország első felosztása

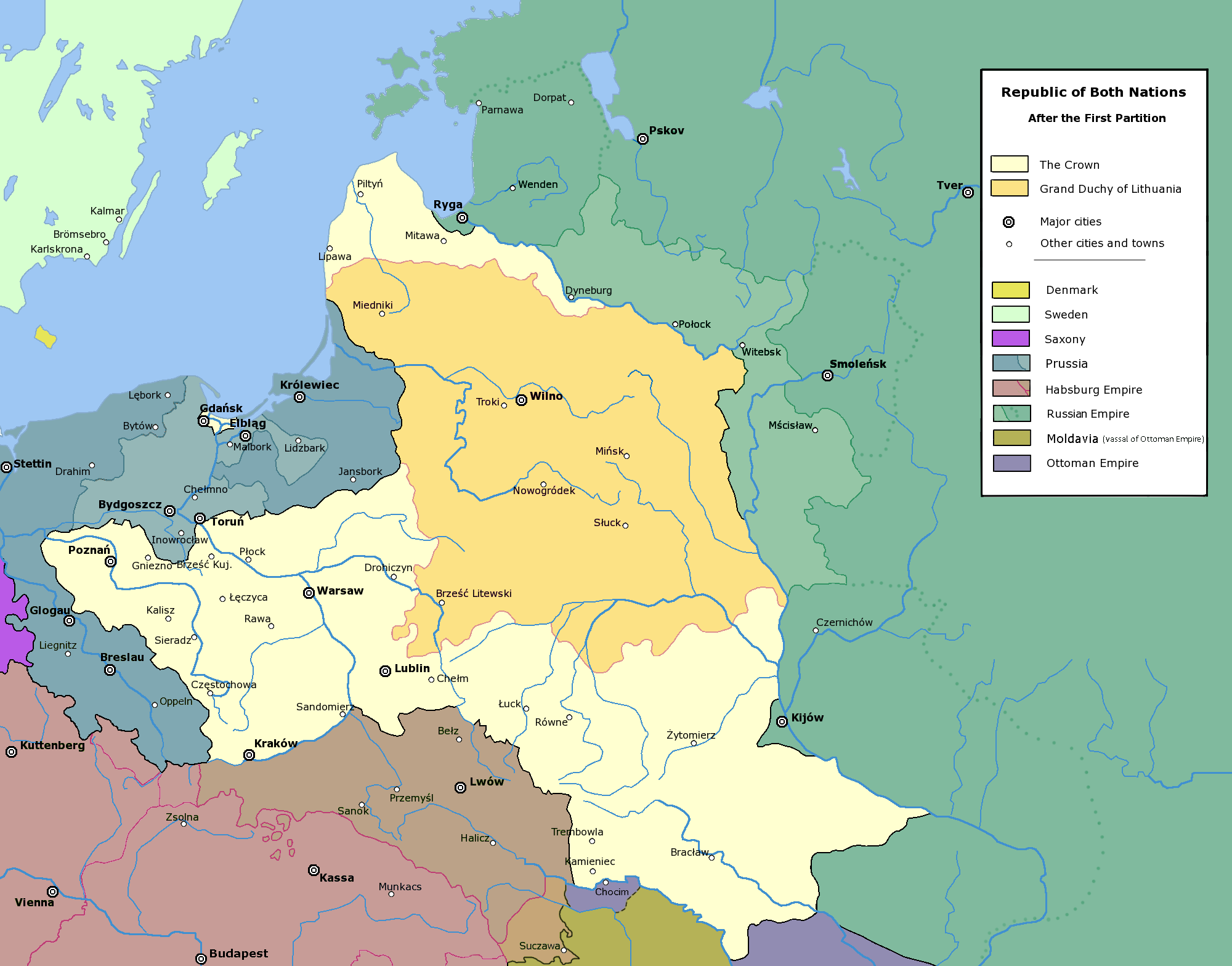
Az ország első felosztása, 1772

1767-ben II. Katalin cárnő utasítására orosz csapatok hatoltak be Lengyelországba azt követelve, hogy az ortodox vallási kisebbségek számára tegyék lehetővé valamennyi hivatal betöltését. Az orosz fellépés hatására 1768. február 29-én Podóliában létre jött a Bari Konföderáció, mely a katolikus vallás és a régi alkotmány védelmét tűzte ki célul. A közvélemény a nemzeti függetlenség bajnokainak tekintette képviselőit, holott a királlyal és reformjaival szemben hajlandóak lettek volna Oroszországgal kiegyezni. Ugyanakkor a király és környezete csak azért támaszkodott az orosz támogatásra az ország számára nélkülözhetetlennek tartott reformok érdekében. Ebben a politikai helyzetben a Bari Konföderáció csak úgy tudott négy éven át harcolni (1768-1772), mivel - francia nyomásra - az Oszmán Birodalom az orosz főerőket a Balkánon lekötötte. Ilyen körülmények között 1768-ban Repnyin orosz követ is csak a felosztásban látta a megoldást.
A felosztás első elemeként 1769 áprilisában a Habsburg Birodalom megszállta, majd 1772 novemberében Magyarországhoz csatolta az 1412 óta elzálogosított szepességi városokat. Az Oszmán Birodalom közelgő vereségének hatására 1771 júniusában osztrák-török szerződés született, melynek ellensúlyozására Oroszország és Poroszország szerződést kötött Lengyelország felosztására. Ehhez - némi tiltakozás után a Habsburg Birodalom is csatlakozott, így 1772. augusztus 5-én Szentpéterváron aláírták Lengyelország első felosztását rögzítő szerződést. A lengyel kormányt erről csak ősszel értesítették. A szerződés ellen csupán III. Károly spanyol király tiltakozott.
A felosztási szerződés értelmében Lengyelország elveszítette területének 29%-át, a gazdaságilag legértékesebb területeket, 14 milliós lakosságából pedig 4 millió főt.

## Családfa
- Stanislaus August Poniatowski (polnisch)

| Franciszek Poniatowski sz. 1640/50 † 1691/95 | Franciszek Poniatowski sz. 1640/50 † 1691/95 |                                                           |                                                           | Helena Niewiarowska | Helena Niewiarowska |  |  | Kazimierz Czartoryski sz. 1674 † 31 VIII 1741 | Kazimierz Czartoryski sz. 1674 † 31 VIII 1741 |                                                 |                                                 | Izabella Elżbieta Morsztyn sz. 26 VIII 1671 † 24 II 1758 | Izabella Elżbieta Morsztyn sz. 26 VIII 1671 † 24 II 1758 |
|                                              |                                              |                                                           |                                                           |                     |                     |  |  |                                               |                                               |                                                 |                                                 |                                                          |                                                          |
|                                              |                                              |                                                           |                                                           |                     |                     |  |  |                                               |                                               |                                                 |                                                 |                                                          |                                                          |
|                                              |                                              | Stanisław Poniatowski sz. 1676. IX. 15. † 1762. VIII. 30. | Stanisław Poniatowski sz. 1676. IX. 15. † 1762. VIII. 30. |                     |                     |  |  |                                               |                                               | Konstancja Czartoryska sz. 1700. † 1757. X. 27. | Konstancja Czartoryska sz. 1700. † 1757. X. 27. |                                                          |                                                          |
|                                              |                                              |                                                           |                                                           |                     |                     |  |  |                                               |                                               |                                                 |                                                 |                                                          |                                                          |
|                                              |                                              |                                                           |                                                           |                     |                     |  |  |                                               |                                               |                                                 |                                                 |                                                          |                                                          |
|                                              |                                              |                                                           |                                                           |                     |                     |  |  |                                               |                                               |                                                 |                                                 |                                                          |                                                          |

| 1 Elżbieta Szydłowska sz. 1748. † 1810. OO 1784                                                 | 1 Elżbieta Szydłowska sz. 1748. † 1810. OO 1784                                                 | 2 II. Nagy Katalin sz. 1729. IV. 21. † 1796. XI. 6. OO 1755 | 2 II. Nagy Katalin sz. 1729. IV. 21. † 1796. XI. 6. OO 1755 | II. Szaniszló Ágost sz. 1732. I. 17. † 1798. II. 12. | II. Szaniszló Ágost sz. 1732. I. 17. † 1798. II. 12. | 3 Magdalena Agnieszka Lubomirska sz. 1739. † 1780. OO XVIII w. | 3 Magdalena Agnieszka Lubomirska sz. 1739. † 1780. OO XVIII w. |  |  |
|                                                                                                 |                                                                                                 |                                                             |                                                             |                                                      |                                                      |                                                                |                                                                |  |  |
|                                                                                                 | 1                                                                                               |                                                             | 2                                                           |                                                      | 3                                                    |                                                                | 3                                                              |  |  |
| MIchał Grabowski sz. 1773 † 1812. VIII. 17. Stanisław Grabowski sz. 1780. X. 28. † 1845. XI. 3. | MIchał Grabowski sz. 1773 † 1812. VIII. 17. Stanisław Grabowski sz. 1780. X. 28. † 1845. XI. 3. | Anna Pjotrovna sz. 1757. XII. 20. † 1759. III. 19.          | Anna Pjotrovna sz. 1757. XII. 20. † 1759. III. 19.          | Konstancja                                           | Konstancja                                           | Michał Cichocki                                                | Michał Cichocki                                                |  |  |

## Lásd még
- Lengyelország uralkodóinak listája
- Lengyel fejedelmek és királyok családfája

| Előző uralkodó: III. Szász Ágost | Lengyel uralkodó 1764 – 1795 | Következő uralkodó: II. Nagy Katalin, II. Frigyes Vilmos, II. Ferenc |